# Lopinga
Lopinga är ett släkte av fjärilar som beskrevs av Moore 1893. Lopinga ingår i familjen praktfjärilar.
Släktet innehåller bara arten Lopinga achine.

## Bildgalleri

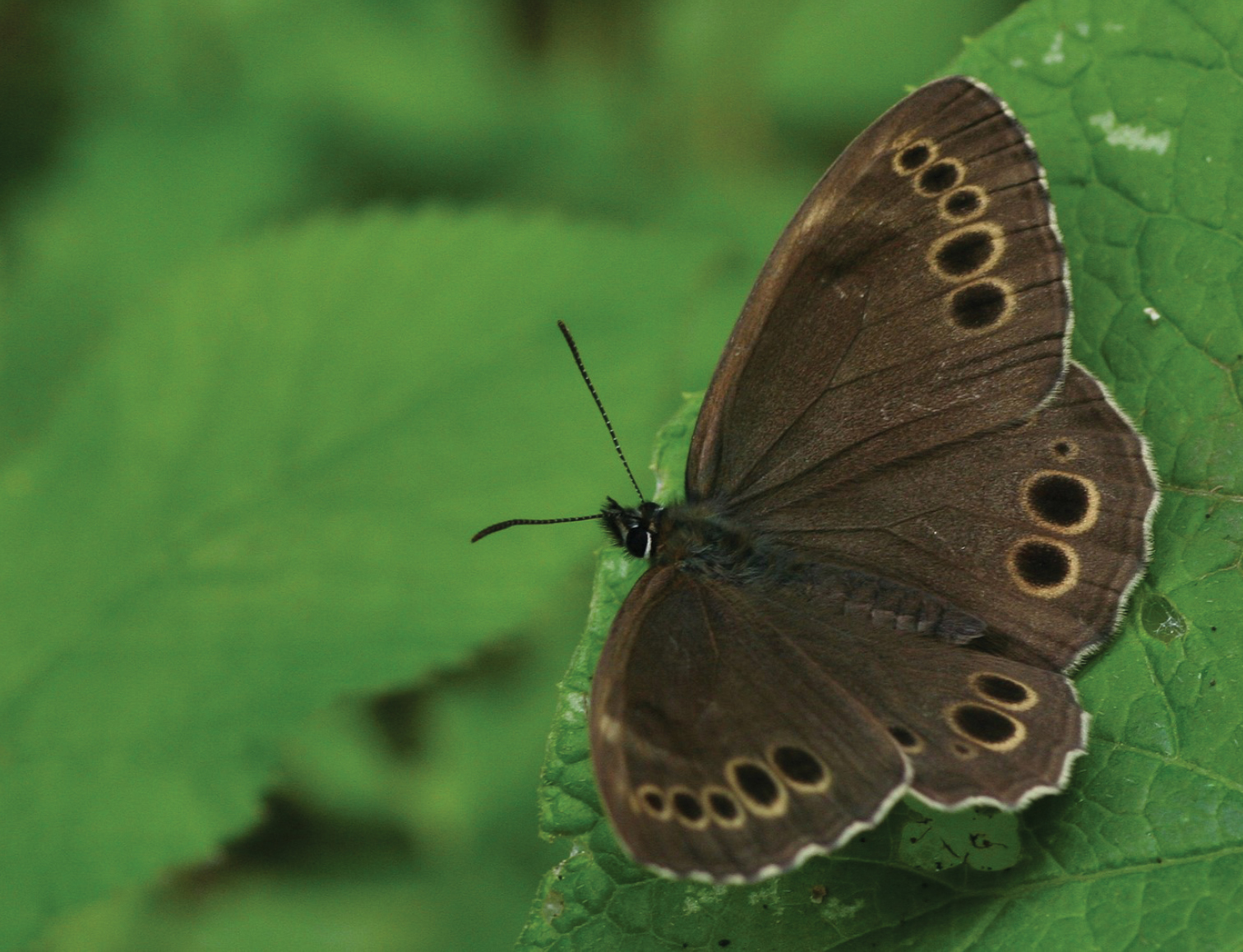
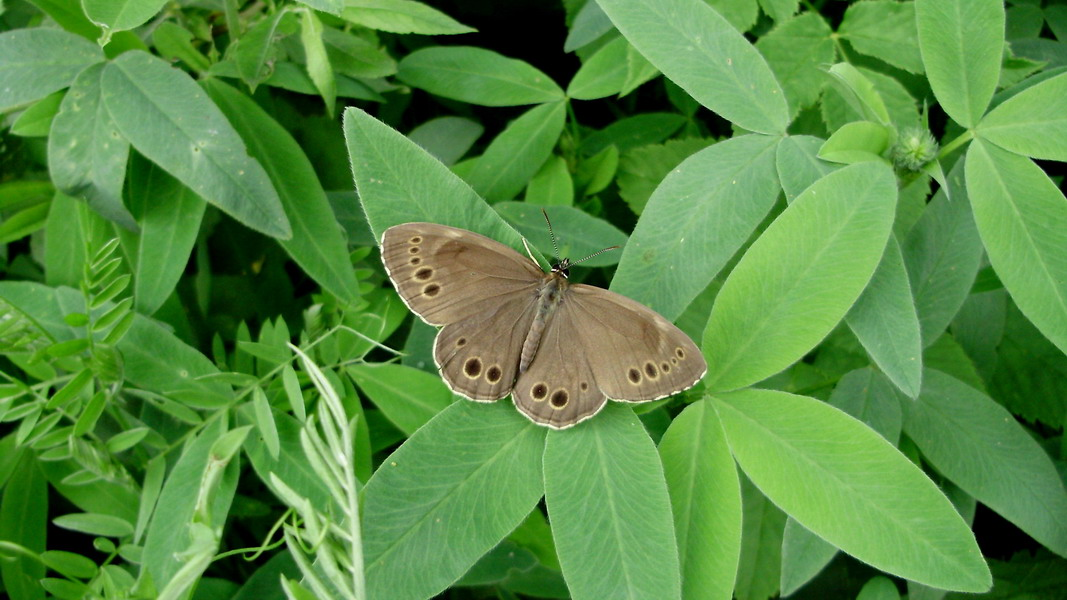
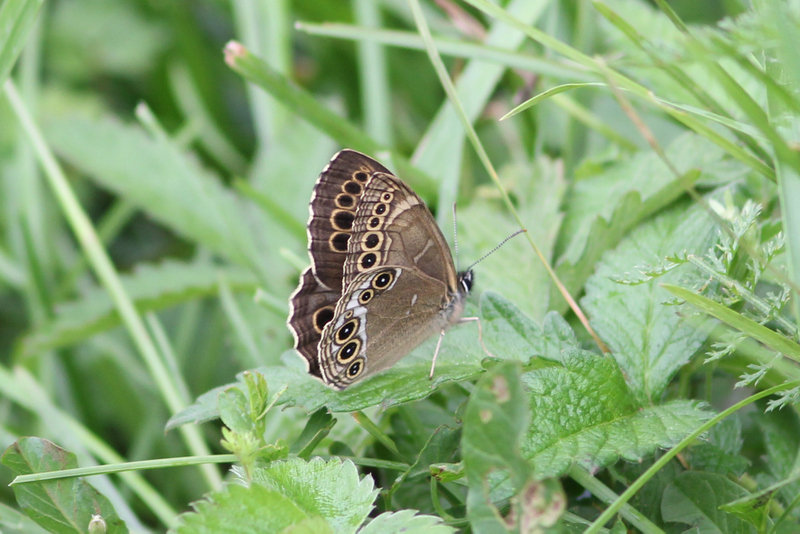
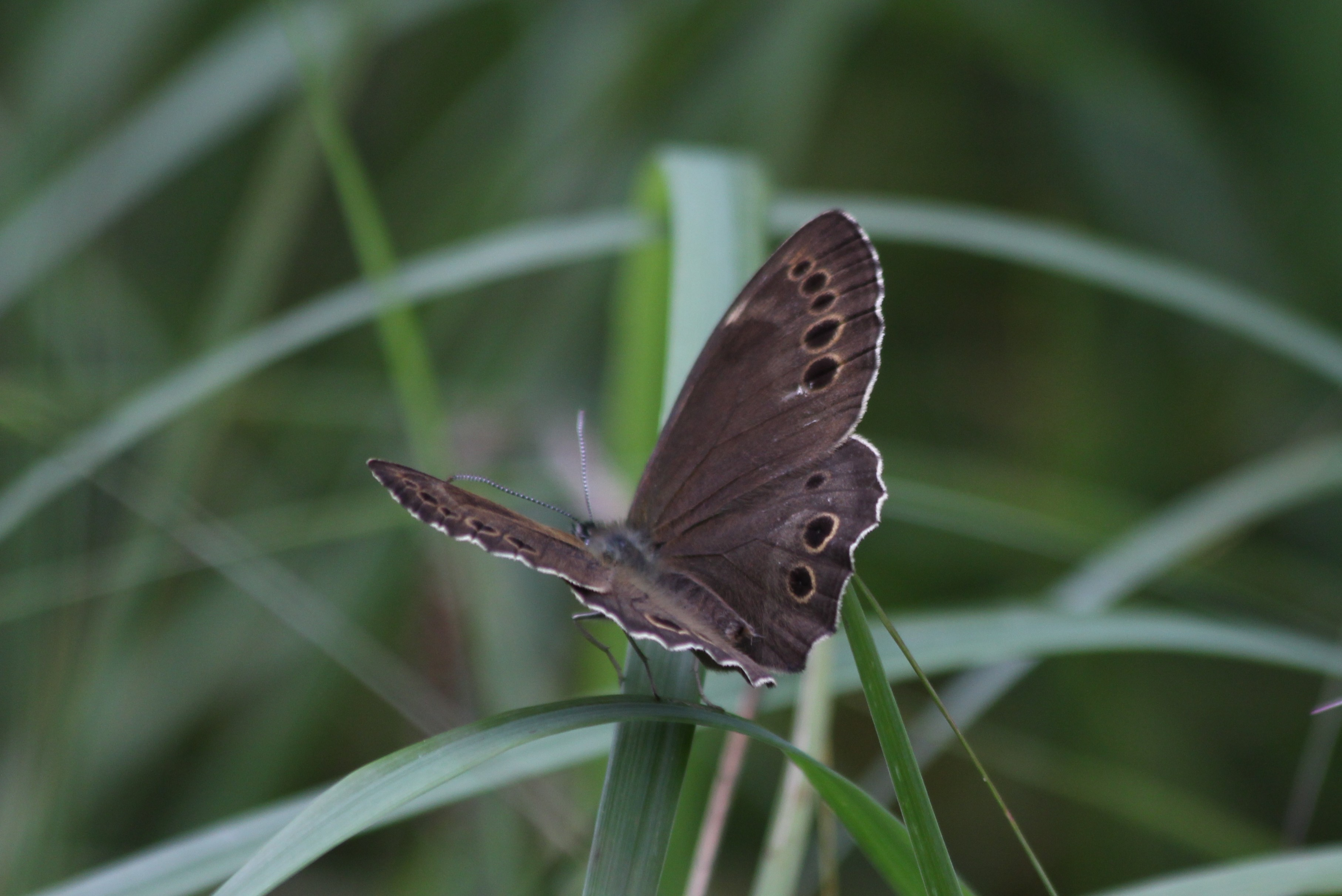